# Cucq
Cucq – miejscowość i gmina we Francji, w regionie Hauts-de-France, w departamencie Pas-de-Calais.
Według danych na rok 1990 gminę zamieszkiwało 4299 osób, a gęstość zaludnienia wynosiła 327 osób/km² (wśród 1549 gmin regionu Nord-Pas-de-Calais Cucq plasuje się na 209. miejscu pod względem liczby ludności, natomiast pod względem powierzchni na miejscu 171.).

## Urodzeni w Cucq
- Pauline Parmentier, francuska tenisistka.